# Letterboxd
Letterboxd（レターボックスド）は、ニュージーランドのソーシャルネットワーキングサービスである。2011年にマシュー・ブキャナンとカール・フォン・ランドウによって共同設立された。
Letterboxd のユーザー数は、新型コロナウイルス感染症の世界的流行の最中に急増し、 2024年時点では、1,400万人を超えている。

## 概要
映画に関する意見を共有することに焦点を当てたソーシャルネットワーキングアプリとして立ち上げられ、ニュージーランドのオークランドにある小さなチームによって維持されている。 
ウェブサイトは、映画に関する他の人とメンバーの好みや意見を交換するように設計されている。